# Citi Open 2016
Citi Open 2016 byl společný tenisový turnaj mužského okruhu ATP World Tour a ženského okruhu WTA Tour, který se hrál v areálu William H.G. FitzGerald Tennis Center na otevřených dvorcích s tvrdým povrchem Sportmaster. Probíhal mezi 18. až 24. červencem 2016 v americkém hlavním městě Washingtonu, D.C. jako 48. ročník mužského a 6. ročník ženského turnaje.
Mužská polovina se řadila do kategorie ATP World Tour 500 a její dotace činila 1 877 705 dolarů. Ženská část s rozpočtem 250 000 dolarů patřila do kategorie WTA International Tournaments.
Nejvýše nasazenými hráči v soutěžích dvouher se stali šestnáctý hráč žebříčku John Isner ze Spojených států a světová čtrnáctka Samantha Stosurová z Austrálie. Jako poslední přímí účastníci do dvouher nastoupili 135. americký tenista pořadí Austin Krajicek a 145. žena klasifikace Océane Dodinová z Francie.
Šestý titul na okruhu ATP Tour vybojoval francouzský tenista Gaël Monfils, jenž ve finálovém střetnutí musel odvracet mečbol soupeře. V ženské části si pátý singlový titul připsala Belgičanka Yanina Wickmayerová, která navíc triumfovala i ve čtyřhře po boku Monicy Niculescuové z Rumunska, s níž získala první společnou trofej. Deblovou polovinu mužské události ovládl kanadsko-francouzský pár Daniel Nestor a Édouard Roger-Vasselin, jehož členové získali druhý společný vavřín.

## Distribuce bodů a finančních odměn

### Distribuce bodů
| Soutěž       | vítězové | finalisté | semifinalisté | čtvrtfinalisté | 16 v kole | 32 v kole | 64 v kole | Q  | Q2 | Q1 |
| ------------ | -------- | --------- | ------------- | -------------- | --------- | --------- | --------- | -- | -- | -- |
| dvouhra mužů | 500      | 300       | 180           | 90             | 45        | 20        | 0         | 10 | 4  | 0  |
| čtyřhra mužů | 500      | 300       | 180           | 90             | 0         | —         | —         | 10 | —  | 0  |
| dvouhra žen  | 280      | 180       | 110           | 60             | 30        | 1         | —         | 18 | 12 | 1  |
| čtyřhra žen  | 280      | 180       | 110           | 60             | 1         | —         | —         | —  | —  | —  |

### Finanční odměny
| Soutěž                              | vítězové | finalisté | semifinalisté | čtvrtfinalisté | 16 v kole | 32 v kole | 64 v kole | Q2     | Q1   |
| ----------------------------------- | -------- | --------- | ------------- | -------------- | --------- | --------- | --------- | ------ | ---- |
| dvouhra mužů                        | $348 200 | $165 555  | $78 835       | $39 420        | $19 725   | $10 550   | $6 015    | $1 205 | $615 |
| čtyřhra mužů                        | $108 250 | $51 470   | $25 370       | $13 020        | $6 780    | —         | —         | —      | —    |
| dvouhra žen                         | $43 000  | $21 400   | $11 500       | $6 200         | $3 420    | $2 220    |           | $1 285 | $750 |
| čtyřhra žen                         | $12 300  | $6 400    | $3 435        | $1 820         | $960      | —         | —         | —      | —    |
| částka ve čtyřhře je uvedena na pár |          |           |               |                |           |           |           |        |      |

## Dvouhra mužů

### Nasazení

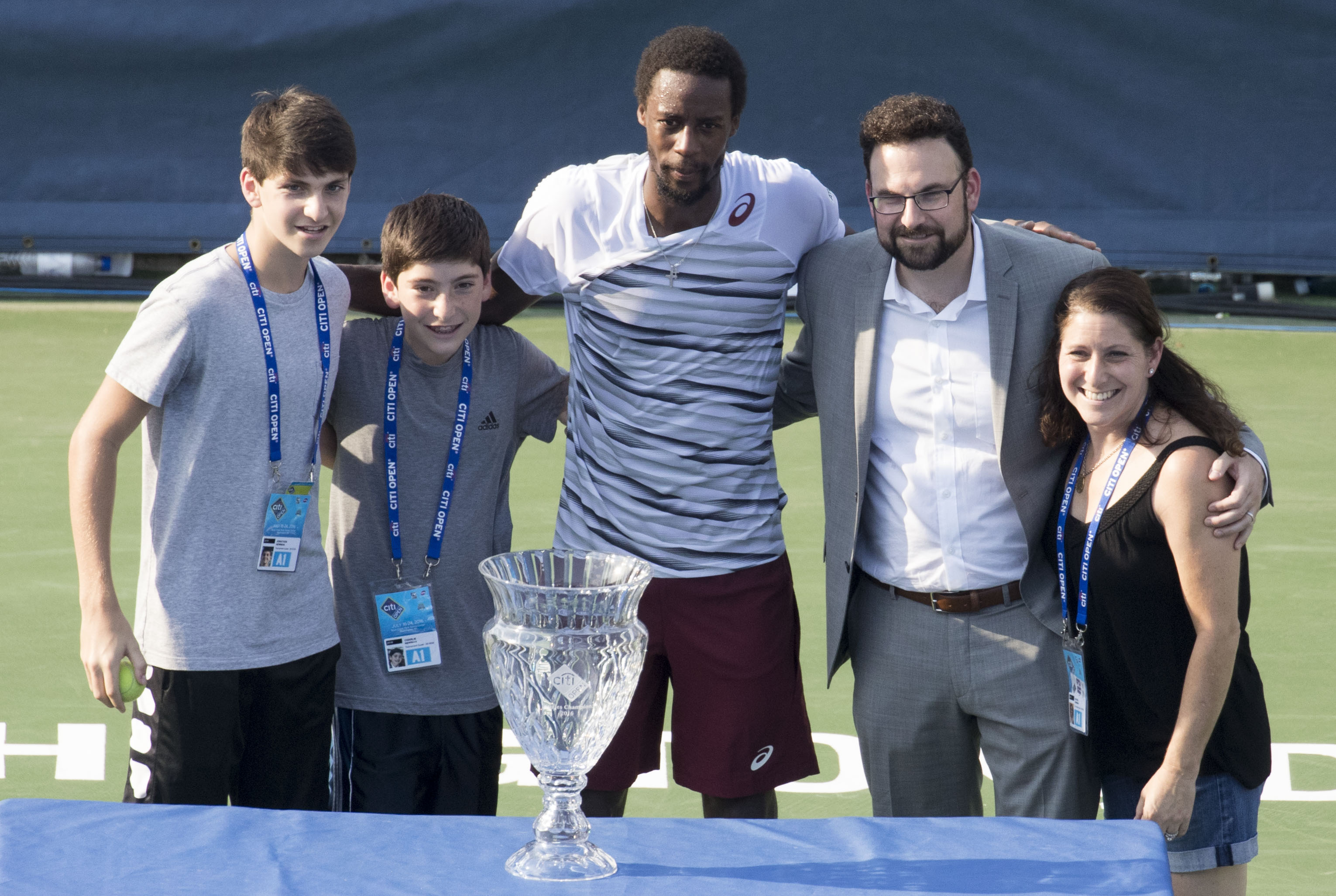
Vítězný Gaël Monfils (uprostřed)

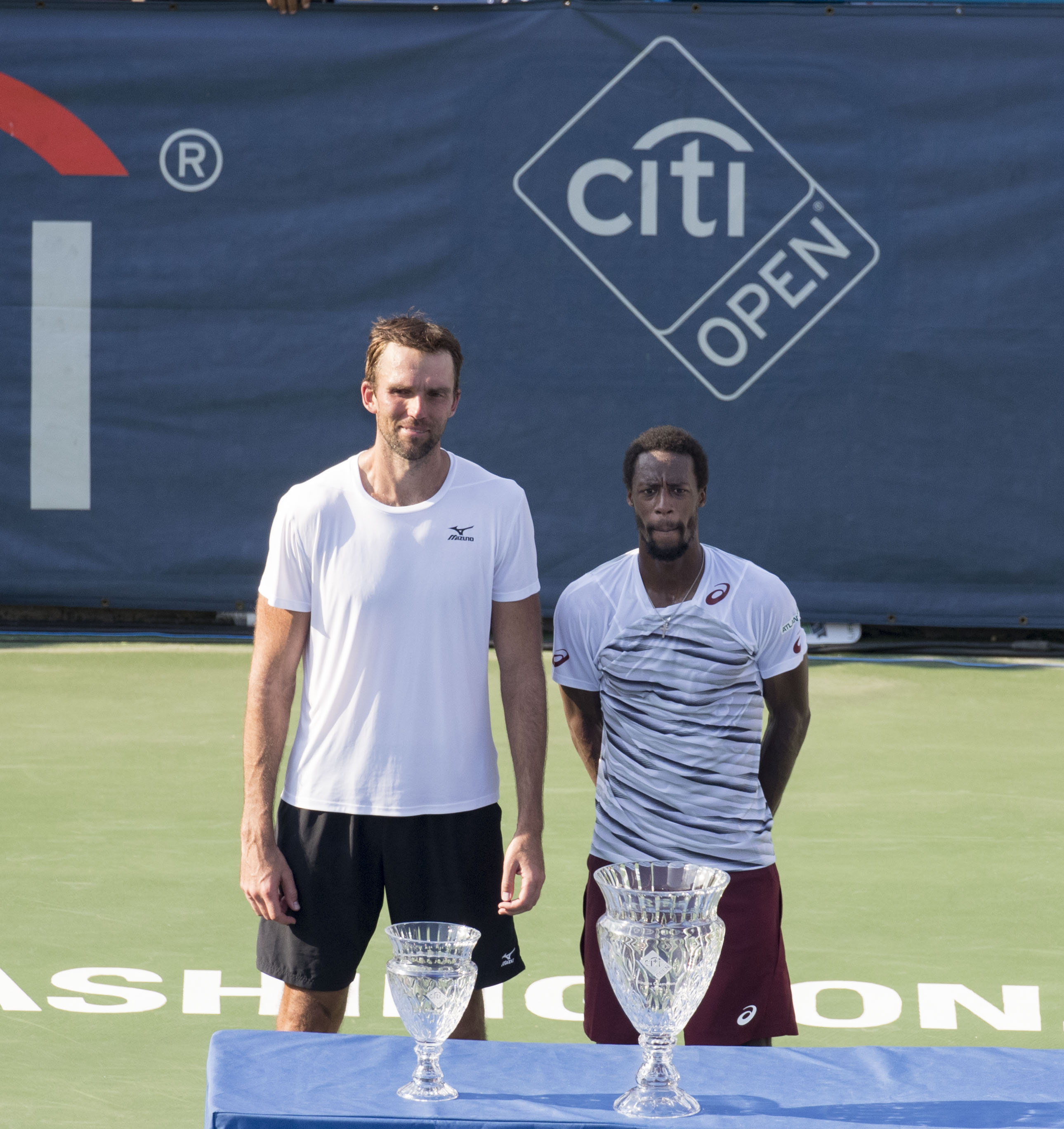
Gaël Monfils a poražený finalista Ivo Karlović (vlevo)

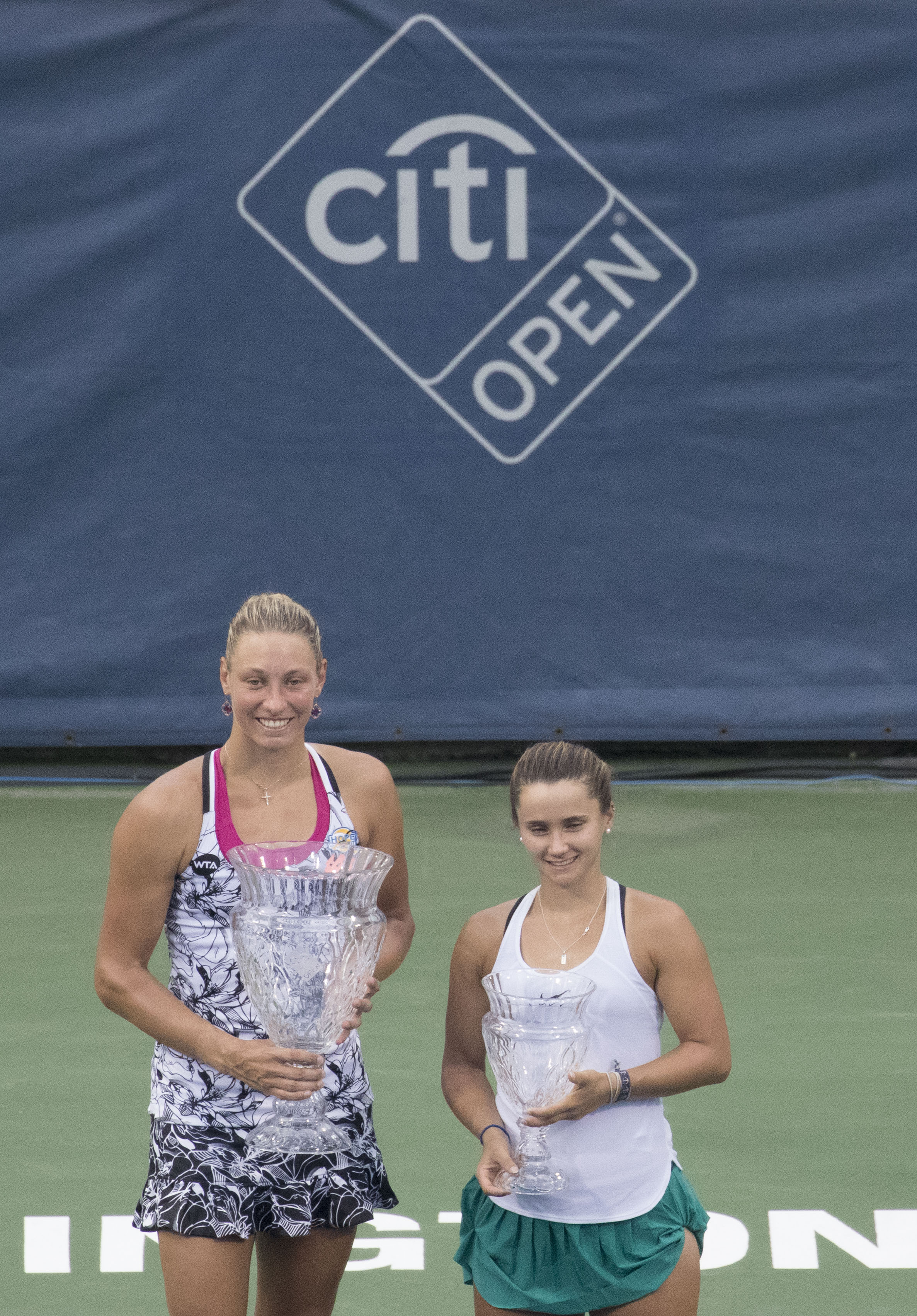
Vítězka Yanina Wickmayerová a poražená finalistka Lauren Davisová

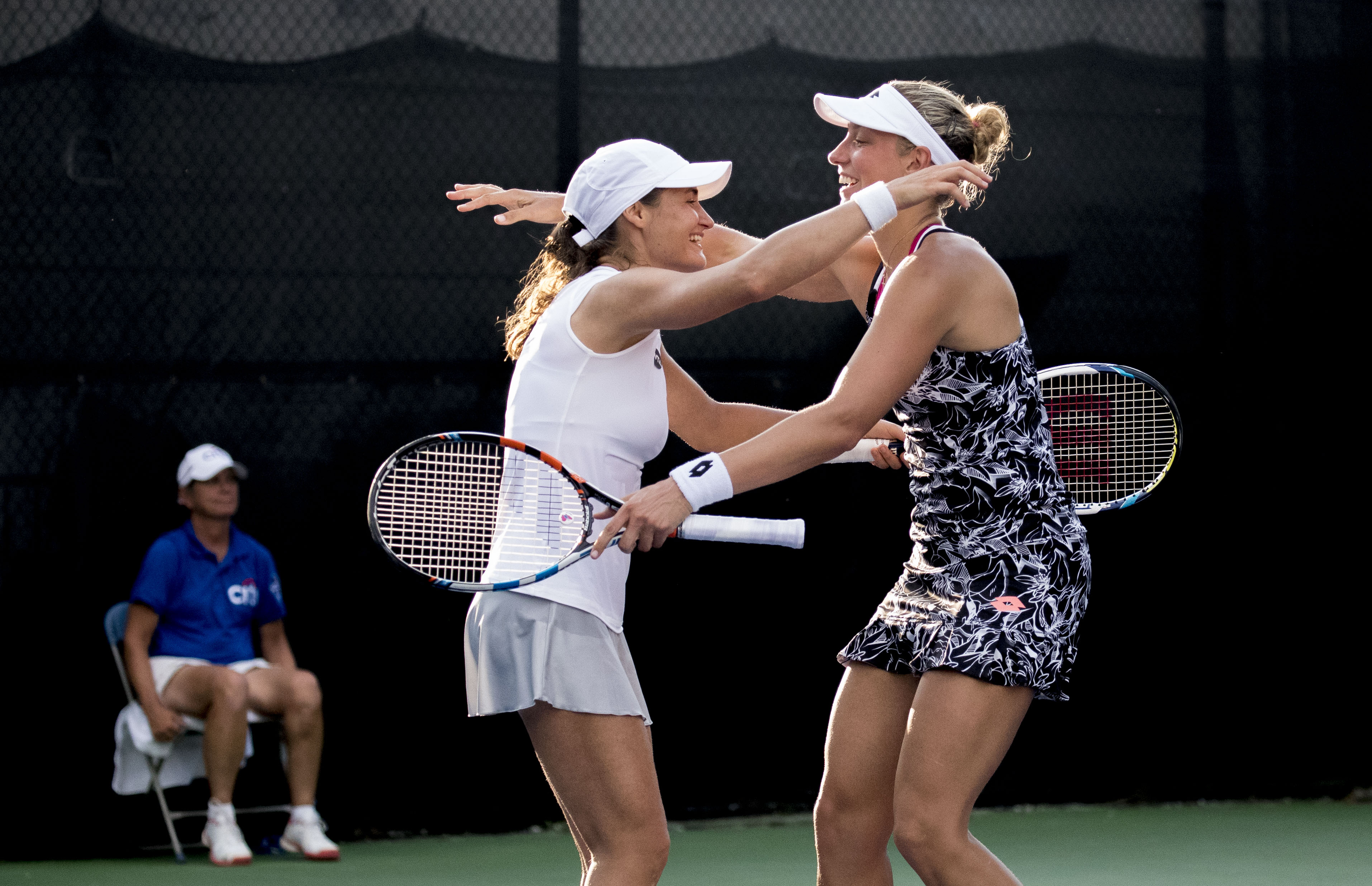
Vítězný pár Monica Niculescuová a Yanina Wickmayerová

| Stát                             | Hráč                | ATP | Nasazení |
| -------------------------------- | ------------------- | --- | -------- |
| USA                              | John Isner          | 16. | 1.       |
| Francie                          | Gaël Monfils        | 17. | 2.       |
| Austrálie                        | Bernard Tomic       | 19. | 3.       |
| Francie                          | Benoît Paire        | 23. | 4.       |
| USA                              | Steve Johnson       | 25. | 5.       |
| USA                              | Jack Sock           | 26. | 6.       |
| Německo                          | Alexander Zverev    | 27. | 7.       |
| USA                              | Sam Querrey         | 29. | 8.       |
| Jižní Afrika                     | Kevin Anderson      | 31. | 9.       |
| Srbsko                           | Viktor Troicki      | 32. | 10.      |
| Ukrajina                         | Alexandr Dolgopolov | 33. | 11.      |
| Bulharsko                        | Grigor Dimitrov     | 37. | 12.      |
| Chorvatsko                       | Ivo Karlović        | 38. | 13.      |
| Lucembursko                      | Gilles Müller       | 39. | 14.      |
| Kypr                             | Marcos Baghdatis    | 43. | 15.      |
| Chorvatsko                       | Borna Ćorić         | 54. | 16.      |
| Žebříček ATP k 11. červenci 2016 |                     |     |          |

### Jiné formy účasti
Následující hráčí obdrželi divokou kartu do hlavní soutěže:
- Reilly Opelka
- Denis Shapovalov
- Frances Tiafoe
- Alexander Zverev

Následující hráči postoupili z kvalifikace:
- James Duckworth
- Jared Donaldson
- Ernesto Escobedo
- Ryan Harrison
- Alex Kuznetsov
- Vincent Millot

### Odhlášení
před zahájením turnaje
- Ričardas Berankis → nahradil jej Lukáš Lacko
- Tomáš Berdych → nahradil jej Júiči Sugita
- Ernests Gulbis → nahradil jej Benjamin Becker
- Nick Kyrgios → nahradil jej Samuel Groth
- Rajeev Ram → nahradil jej Jošihito Nišioka

### Skrečování
- Ivan Dodig (viróza)[1]

## Mužská čtyřhra

### Nasazení
| Stát                                                                         | Hráč              | Stát      | Hráč                   | ATP | Nasazení |
| ---------------------------------------------------------------------------- | ----------------- | --------- | ---------------------- | --- | -------- |
| Brazílie                                                                     | Marcelo Melo      | Brazílie  | Bruno Soares           | 14. | 1.       |
| Kanada                                                                       | Daniel Nestor     | Francie   | Édouard Roger-Vasselin | 18. | 2.       |
| Rumunsko                                                                     | Florin Mergea     | Rumunsko  | Horia Tecău            | 26. | 3.       |
| Filipíny                                                                     | Treat Conrad Huey | Bělorusko | Max Mirnyj             | 38. | 4.       |
| Žebříček ATP k 11. červenci 2016; číslo je součtem umístění obou členů páru. |                   |           |                        |     |          |

### Jiné formy účasti
Následující páry obdržely divokou kartu do hlavní soutěže:
- Taylor Fritz /  Reilly Opelka
- Denis Kudla /  Frances Tiafoe

Následující pár postoupil do hlavní soutěže z kvalifikace:
- Brian Baker /  Austin Krajicek

### Skrečování
- Treat Conrad Huey[6]

## Ženská dvouhra

### Nasazení
| Stát                             | Hráčka                 | WTA | Nasazení |
| -------------------------------- | ---------------------- | --- | -------- |
| Austrálie                        | Samantha Stosurová     | 14. | 1.       |
| USA                              | Sloane Stephensová     | 23. | 2.       |
| Portoriko                        | Mónica Puigová         | 33. | 3.       |
| Francie                          | Kristina Mladenovicová | 34. | 4.       |
| Kanada                           | Eugenie Bouchardová    | 40. | 5.       |
| Kazachstán                       | Julia Putincevová      | 42. | 6.       |
| Belgie                           | Yanina Wickmayerová    | 46. | 7.       |
| Rumunsko                         | Monica Niculescuová    | 53. | 8.       |
| Žebříček WTA k 11. červenci 2016 |                        |     |          |

### Jiné formy účasti
Následující hráčky obdržely divokou kartu do hlavní soutěže:
- Françoise Abandová
- Usue Maitane Arconadová
- Samantha Crawfordová
- Jessica Pegulaová

Následující hráčky postoupily z kvalifikace:
- Lauren Albaneseová
- Varvara Flinková
- Alla Kudrjavcevová
- Ču Lin

Následující hráčka postoupila z kvalifikace jako tzv. šťastná poražená:
- Hiroko Kuwatová[2]

### Odhlášení
před zahájením turnaje

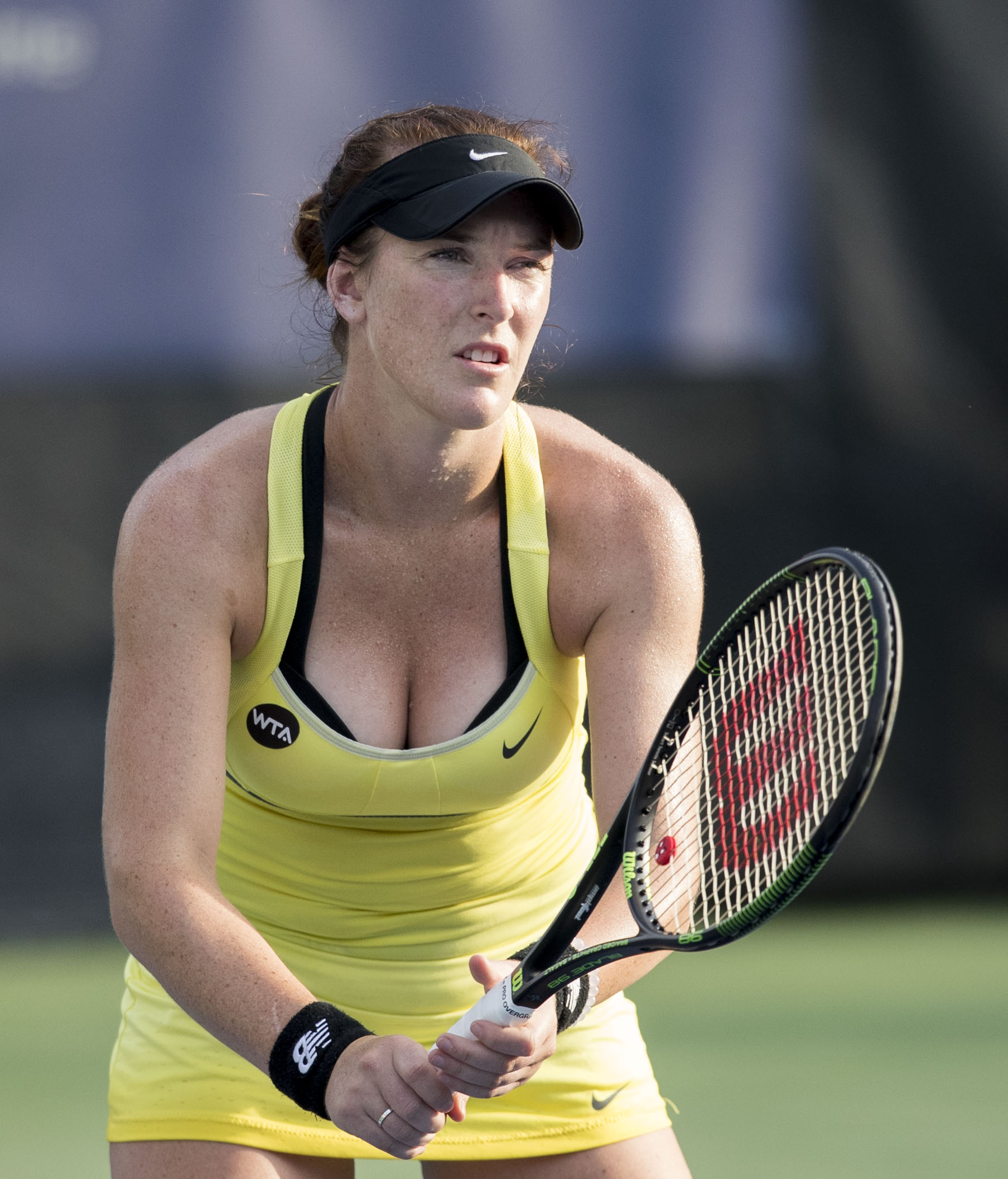
Madison Brengleová

- Louisa Chiricová → nahradila ji Tamira Paszeková
- Margarita Gasparjanová → nahradila ji Risa Ozakiová
- Vania Kingová → nahradila ji Hiroko Kuwatová
- Mirjana Lučićová Baroniová → nahradila ji Aleksandra Wozniaková
- Wang Čchiang → nahradila ji Kristína Kučová
- Heather Watsonová → nahradila ji Lauren Davisová

v průběhu turnaje
- Tamira Paszeková[2]

### Skrečování
- Caroline Wozniacká (poranění levého lokte)[2]

## Ženská čtyřhra

### Nasazení
| Stát                                                                          | Hráčka             | Stát               | Hráčka                | WTA  | Nasazení |
| ----------------------------------------------------------------------------- | ------------------ | ------------------ | --------------------- | ---- | -------- |
| Kanada                                                                        | Gabriela Dabrowská | Čína               | Jang Čao-süan         | 114. | 1.       |
| Spojené království                                                            | Naomi Broadyová    | Japonsko           | Miju Katová           | 146. | 2.       |
| USA                                                                           | Nicole Melicharová | Čína               | Sü Š'-lin             | 226. | 3.       |
| Rusko                                                                         | Xenija Lykinová    | Spojené království | Emily Webley-Smithová | 300. | 4.       |
| Žebříček WTA k 11. červenci 2016; číslo je součtem umístění obou členek páru. |                    |                    |                       |      |          |

### Jiné formy účasti
Následující pár obdržel divokou kartu do hlavní soutěže:
- Malkia Mengueneová /  Nidhi Surapaneniová

### Odhlášení
před zahájením turnaje
- Françoise Abandová

### Skrečování
- Jarmila Wolfeová

## Přehled finále

### Mužská dvouhra
- Gaël Monfils vs.  Ivo Karlović, 5–7, 7–6(8–6), 6–4

### Ženská dvouhra
- Yanina Wickmayerová vs.  Lauren Davisová, 6–4, 6–2

### Mužská čtyřhra
- Daniel Nestor /  Édouard Roger-Vasselin vs.  Łukasz Kubot /  Alexander Peya, 7–6(7–3), 7–6(7–4)

### Ženská čtyřhra
- Monica Niculescuová /  Yanina Wickmayerová vs.  Šúko Aojamová /  Risa Ozakiová, 6–4, 6–3